# Pavel Melnikov

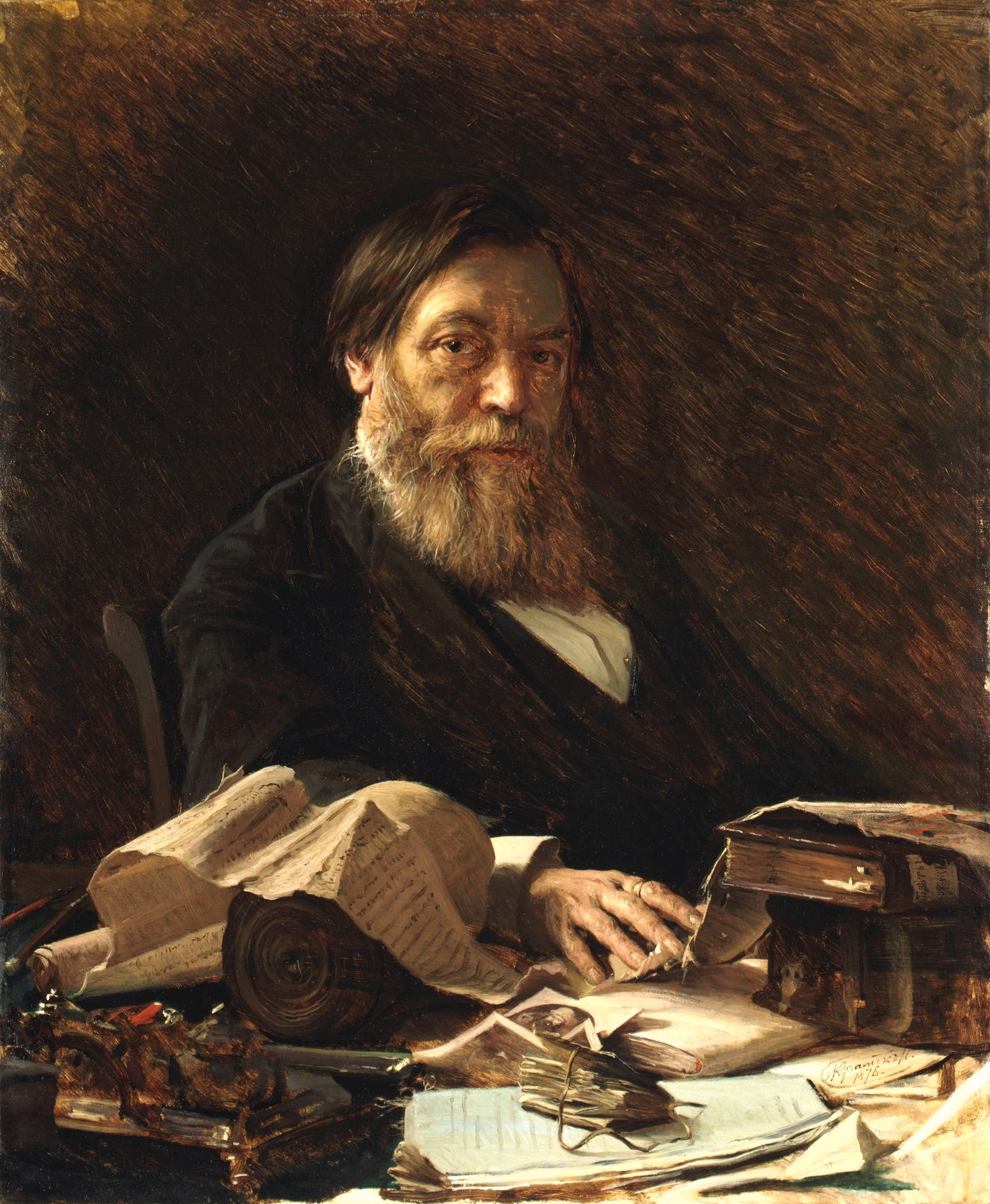
Pavel Melnikov, porträtt av Ivan Kramskoj (1876).

Pavel Ivanovitj Melnikov (ryska: Павел Иванович Мельников), född 6 november (gamla stilen: 25 oktober) 1818 i Nizjnij Novgorod, död där 13 februari (gamla stilen: 1 februari) 1883, var en rysk författare (pseudonymen A. Petjerskij). 
Melnikov studerade vid universitetet i Kazan, blev 1838 gymnasielärare (i historia) i Perm och innehade 1839–46 samma befattning i sin födelsestad. Han blev sedan anställd i guvernementskansliet, redaktör för den officiella länstidningen och förman i den lokala statistiska kommittén. Redan i Perm började han sysselsätta sig med landets historia och folkliv. Han fullföljde i Nizjnij Novgorod liknande studier, kom därunder i nära kontakt med raskolnikerna och samlade omfattande iakttagelser över deras liv och seder. Hans sålunda vunna grundliga kännedom om raskol gav honom plats i en kommitté för undersökning av raskolnikernas ställning. 
Melnikov ingick som tjänsteman i inrikesministeriet och användes för en mängd olika uppdrag, revisioner samt historiska och statistiska undersökningar i Volgaguvernementen. Redan 1839 hade han i en tidskrift ("Otetjestvennyja zapiski") publicerat sitt första arbete (Reseanteckningar från Tambovska guvernementet till Sibirien). Under den följande tiden skrev han en mängd uppsatser och noveller i olika tidskrifter och började bland annat i den av honom redigerade guvernementstidningen en historia över furstendömet Suzdal-Nizjegorod. Först med Semejstro Krasilnikovych (Krasilnikovernas familj; i "Moskvitianin", 1852) väckte han någon större uppmärksamhet som författare av första rangen. Den vittra litteraturen började just med Vladimir Dal, Dmitrij Grigorovitj, Aleksandr Ostrovskij och Ivan Turgenjev vända sig till folklivet, och bredvid dessa författare intar "A. Petjerskij" en hedersplats. 
Efter fem års tystnad fortsatte Melnikov på den lyckligt började vägen med en hel rad berättelser, i vilka han troget tecknade folkets seder och tänkesätt samt blottade byråkratins missbruk. Mest bekanta och lästa är de båda skildringarna V lesach (I skogarna; fyra band, andra upplagan 1881) och dess fortsättning Na gorach (På bergen; fyra band, 1881). Den förra började redan 1859 i en av honom uppsatt daglig tidning. Särskilt utgav han en skrift om raskolnikernas prästerskap (Raskolnitji archierei). Han utmärkte sig genom grundlig kännedom om folklivet – hans novellistiska teckningar är etnografiska källskrifter –, enkel, naturlig komposition och genuint ryskt, av folkmålet färgat språk.